# 邁瑟爾貝格山
48°15′8″N 16°19′24″E / 48.25222°N 16.32333°E
邁瑟爾貝格山（德語：Meiselberg），是奧地利的山峰，位於該國東北部，由維也納負責管轄，屬於維也納林山的一部分，海拔高度291米，山體由砂岩和泥灰岩組成。